# Uninstaller
Un uninstaller este un program software opus unui installer. În timpul dezinstalării, uninstaller-ul șterge toate componentele unui program care au fost instalate. Majoritatea firmelor de software adaugă la fiecare program al lor un uninstaller care poate dezinstala doar programul respectiv. Aceste mici uninstallere sunt folosite de applet-ul Add/Remove Programs din Control Panel din Windows pentru dezinstalarea aplicațiilor.

## Utilitare de tip uninstaller
Un utilitar uninstaller este un program care dezinstalează alte programe. Un astfel de uninstaller nu ar trebui să fie specific unui anumit program - ar trebui să poată dezinstala orice program, ceea ce este dificil în practică, având în vedere varietatea de programe care există.
Multe programe de tip uninstaller conțin și alte componente, care nu sunt legate strict de dezinstalare, și care fac lucruri cum ar fi : curățare de registry Windows, ștergerea istoriei aplicațiilor, etc.

### Exemple de uninstallere
- Uninstaller
- Advanced Uninstaller Pro Arhivat în 3 mai 2009, la Wayback Machine.
- IMSI Uninstaller
- Data Becker Power Cleaner
- McAfee Uninstaller
- Revo Uninstaller
- Your Uninstaller!